# 1892 en Suisse

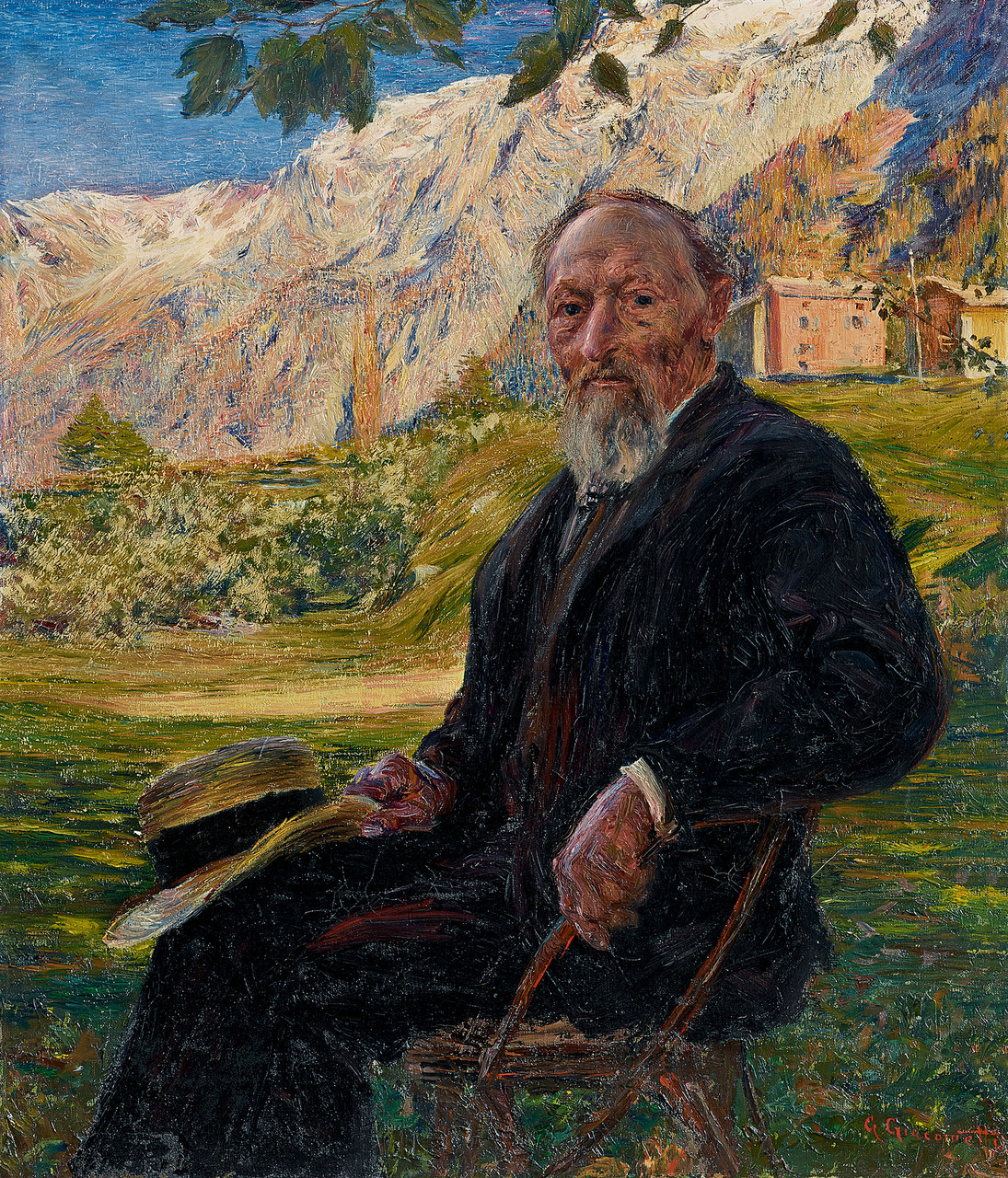
Image de Giovanni-Giacometti-Bildnis

Chronologie de la Suisse
- 1888
- 1889
- 1890
- 1891
- 1892
- 1893
- 1894
- 1895
- 1896

Chronologie de la Suisse
1891 en Suisse - 1892 en Suisse - 1893 en Suisse

## Gouvernement au1erjanvier 1892
- Conseil fédéral[1]
  - Walter Hauser (PRD), président de la Confédération
  - Karl Schenk (PRD), vice-président de la Confédération
  - Emil Frey (PRD)
  - Joseph Zemp (PDC)
  - Adrien Lachenal (PRD)
  - Adolf Deucher (PRD)
  - Eugène Ruffy (PRD)

## Évènements

### Janvier
Vendredi 1er janvier 
- Entrée en vigueur de la nouvelle loi fédérale sur les poursuites et faillites.

### Février
Lundi 1er février 
- Entrée en vigueur de la loi fédérale sur le tarif des douanes fédérales.

 Mardi 23 février 
- Décès à Rome, à l’âge de 77 ans, du cardinal Gaspard Mermillod.
- Décès à Lugano (TI), à l’âge de 93 ans, de l’ingénieur civil Pasquale Lucchini.

 Vendredi 26 février 
- Décès à Saint-Blaise (NE), à l’âge de 69 ans, du peintre Léon Berthoud.

### Mars
Samedi 12 mars 
- Premier numéro de l’hebdomadaire bilingue Hotel-Revue.

### Avril
Mardi 5 avril 
- Entrée en vigueur de la loi fédérale concernant la création de sections de vélocipédistes militaires.

### Mai
Jeudi 19 mai 
- Entrée en vigueur de la loi fédérale sur l'extradition aux états étrangers.

### Juin
Jeudi 2 juin 
- Mise en exploitation du funiculaire Suchard à Serrières (NE).

 Mardi 14 juin 
- Décès à Berne, à l’âge de 57 ans, du conseiller fédéral Eugène Borel (PRD, NE).

 Vendredi 17 juin 
- Inauguration du funiculaire du Rothorn de Brienz (BE).

 Vendredi 24 juin 
- Les Chambres fédérales décident d’octroyer un crédit de 2,1 millions de francs pour la construction de nouvelles fortifications à Saint-Maurice (VS).

### Juillet
Samedi 9 juillet 
- Vingt-six personnes perdent la vie dans l’explosion d’une chaudière du bateau-salon Mont-Blanc, accosté au port d’Ouchy.

 Dimanche 10 juillet 
- Début du Tir fédéral à Glaris.

 Vendredi 22 juillet 
- Décès à Zizers (GR), à l’âge de 72 ans de l’entomologiste Johann Georg Amstein.

 Vendredi 29 juillet 
- Décès à Crozant (Limousin), à l’âge de 68 ans, du peintre Gustave Castan.

### Août
Lundi 29 août 
- Création à Zurich, de l’Association suisse des horlogers.

### Septembre
Mardi 20 septembre 
- Mise en service du chemin de fer Glion-Rochers de Naye (VD).

### Octobre
Mercredi 26 octobre 
- Décès à Bâle, à l’âge de 51 ans, de l’obstétricien Johann Jacob Bischoff.

### Novembre
Mardi 1er novembre 
- Ouverture de la Policlinique universitaire de Lausanne.

 Lundi 14 novembre 
- Décès à Lausanne, à l’âge de 60 ans, du physicien Louis Dufour.

### Décembre
Mercredi 7 décembre 
- Mise en service de la ligne ferroviaire Saignelégier (JU)-La Chaux-de-Fonds (NE).

 Jeudi 15 décembre 
- Election d’Adrien Lachenal (PRD, GE) au Conseil fédéral.